# 弗里德里希·贝吉乌斯

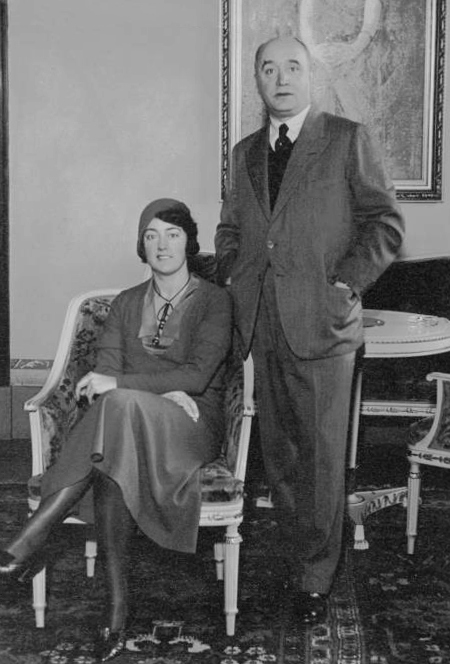
1931 年，贝吉乌斯与妻子在斯德哥尔摩

弗里德里希·卡尔·鲁道夫·贝吉乌斯（德語：Friedrich Karl Rudolf Bergius，1884年10月11日—1949年3月30日）生於布雷斯勞（今波兰弗罗茨瓦夫）逝於阿根廷，德国化学家。他的著名贡献是以贝吉乌斯法从煤生产合成燃料。在二战期间与IG法本公司（德語：I.G. Farben AG）合作之后，他的公民身份在战后受到质疑，导致他最终逃往阿根廷，在那里他担任工业部顾问。
贝吉乌斯出生在德意志帝国普魯士王國的西里西亚省的布雷斯劳市（现波兰的弗罗茨瓦夫市）附近。
1931年，他与卡尔·博施共同荣获诺贝尔化学奖，以表彰他们发明的化学高压方法发展作出贡献。

## 学术生涯
在学习化学之前，贝吉乌斯被送到米尔海姆的弗里德里希·威廉姆斯钢铁厂工作了6个月。 他的研究于1903年在布雷斯劳大学开始，仅用了4年的时间就在1907年在莱比锡大学获得化学博士学位。他关于硫酸作为溶剂的论文由阿图尔·鲁道夫·汉奇指导。1909年，贝吉乌斯在卡尔斯鲁厄大学与弗里茨·哈伯和卡尔·博世一起工作了一个学期，以开发哈伯-博施法工艺。 同年，他受邀与 Max Bodenstein 一起在汉诺威莱布尼茨大学工作，后者开发了化学动力学的概念并担任教授。

## 工作

### 煤制合成燃料
在他任职期间，开发了含碳基质的高压和高温化学技术，并于1913年获得了贝吉乌斯法工艺的专利。在该工艺中，用作合成燃料的液态烃是通过褐煤生产。 他在众所周知的费托合成工艺之前已经开发了该工艺。Theodor Goldschmidt 于1914年邀请他在他的公司Th. Goldschmidt AG 。直到第一次世界大战结束后的1919年才开始生产，当时对燃料的需求已经下降。因为技术问题、通货膨胀、以及弗朗兹·费歇尔在亲自演示该过程后转为支持的不断批评使进展缓慢，贝吉乌斯将他的专利卖给了卡爾·博施从事这项工作的巴斯夫公司。 在二战之前，几家工厂已经被建成，年产能为400万吨合成燃料。

### 木材制糖
水解木材以生产工业用糖对贝吉乌斯来说是一项艰巨的任务。 搬到海德堡后，他开始改进工艺并计划进行工业规模生产。 高昂的成本和技术问题几乎导致他破产。 1931 年，一名法警跟随贝吉乌斯前往斯德哥尔摩，以从他的诺贝尔化学奖中获得资金。
二战前的自给自足运动（Autarky）推动了这一进程，并且几家工厂已经被建造。 贝吉乌斯搬到了柏林，在那里他只勉强参与了开发工作。 当他在奥地利巴德加施泰因时，他的实验室和他的房子被空袭摧毁。 在余下的战争期间，他留在了奥地利。

### 国际交往
战后，由于他与IG法本公司的合作，他的公民身份受到质疑，导致他离开德国，前往意大利，土耳其 ，瑞士和西班牙担任顾问。他移民到阿根廷，在那里他担任工业部的顾问。他于1949年3月30日在布宜诺斯艾利斯去世，被安葬在La Chacarita公墓。